# Karmen Karma
Karmen Karma (Detroit, Míchigan; 5 de agosto de 1991) es una actriz pornográfica y modelo erótica estadounidense.

## Biografía
Karmen Karma, nombre artístico de Amber van de Bunt, nació en agosto de 1991 en el estado de Míchigan, en una familia conservadora de ascendencia europea (alemana, finlandesa, francesa, italiana, irlandesa, noruega, polaca y sueca). Creció en Houghton, una localidad pequeña de las inmediaciones, y declaró que su primer trabajo fue de dependiente en un restaurante Subway.
A los 18 años, comenzó a estudiar empresariales en la Northern Michigan University, pero pronto lo dejó para mudarse a Pensacola, Florida, donde continuó trabajando como camgirl en plataformas web como Cam Soda bajo el apodo de "Karmen", y comenzó a trabajar como estríper en un club.
En este período, había conocido a la actriz porno Sasha Grey a través de su perfil de MySpace, quien le había dado información sobre la agencia de Mark Splieger, a la que pertenecía ella entonces y otras actrices como Asa Akira, Riley Reid, Penny Pax, Angela White, Dana DeArmond o Abella Danger.
En enero de 2012, se mudó oficialmente a Los Ángeles para comenzar a trabajar a tiempo completo en la industria pornográfica, donde debutó como actriz porno a los 22 años.
De su filmografía, destaca por enciman del resto Wet Food 5, donde rodó su primer blowbang, pero especialmente Karma's A Bitch, que supuso para la actriz sus primeras escenas de sexo anal, interracial, anal lésbico, doble penetración y squirt.
Por dicha película, recibió, junto a Adriana Chechik, la nominación en 2016 en los Premios XBIZ a la Mejor escena de sexo en película lésbica.
A mediados de 2016 se planteó seriamente, y finalmente lo haría, abandonar la industria pornográfica, con la intención de poder formar una familia con su pareja tras rodar su última película, con la directora Jacky St. James, Sisters Share Everything. Después de dar a luz una niña en el Hospital Hospital Naval de Pensacola, Karma comenzó a escribir sus memorias. El libro, publicado como Overcome, contaba sus desventuras en el mundo de la industria pornográfica y la parte, como actriz, que no se ve en los rodajes. No obstante, Karma, pese a haber abandonado la industria por formar una familia, siguió con el deseo de poder volver. Su regreso a las escenas pornográficas tuvo lugar a mediados de 2018, tras firmar un contrato en exclusividad con Brazzers.
Ha rodado más de 380 películas como actriz.
Otras películas de su filmografía son Anal Ink, Destruction Of Bonnie Rotten, DP Masters 3, I Love Big Toys 40, Inked Angels 3, Nutz About Butts 2, Screaming Assgasms! 3, Sex Symbols, Strap For Teacher 3, Tattooed Goddesses, The Sins Life, Whore's Ink o Wet Asses 6.

## Premios y nominaciones
| Año  | Ceremonia                   | Resultado | Premio                                    | Trabajo                                                |
| ---- | --------------------------- | --------- | ----------------------------------------- | ------------------------------------------------------ |
| 2013 | Inked Awards                | Nominada  | Estrella del año                          | —                                                      |
| 2013 | Nightmoves                  | Nominada  | Best Ink                                  | —                                                      |
| 2013 | Sex Awards                  | Nominada  | Debutante más caliente                    | —                                                      |
| 2013 | The Fannys                  | Ganadora  | New girl on the block                     | —                                                      |
| 2014 | Inked Awards                | Ganadora  | Mejor culo                                | —                                                      |
| 2014 | Inked Awards                | Ganadora  | Vagina perfecta                           | —                                                      |
| 2014 | Inked Awards                | Ganadora  | Estrella del año                          | —                                                      |
| 2014 | Nightmoves                  | Nominada  | Best Ink                                  | —                                                      |
| 2014 | Nightmoves Fan Awards       | Nominada  | Best Ink                                  | —                                                      |
| 2014 | The Fannys                  | Nominada  | Thirsty Girl (Best Oral)                  | —                                                      |
| 2015 | Premios AVN                 | Nominada  | Mejor escena de sexo en grupo             | Private Lives                                          |
| 2015 | Premios AVN                 | Nominada  | Mejor escena POV de sexo                  | POV Punx 9: Super Star Edition                         |
| 2015 | Premios AVN                 | Nominada  | Mejor escena escandalosa de sexo          | Destruction of Bonnie Rotten                           |
| 2015 | Premios AVN                 | Nominada  | Premio fan: Culo más caliente             | —                                                      |
| 2015 | Inked Awards                | Nominada  | Mejor artista anal                        | —                                                      |
| 2015 | Inked Awards                | Nominada  | Mejor culo                                | —                                                      |
| 2015 | Inked Awards                | Nominada  | Mejor oral                                | —                                                      |
| 2015 | Inked Awards                | Nominada  | Artista femenina del año                  | —                                                      |
| 2015 | Inked Awards                | Nominada  | Escena del año                            | Karma's A Bitch                                        |
| 2015 | Nightmoves                  | Nominada  | Best Ink                                  | —                                                      |
| 2015 | Nightmoves Fan Awards       | Nominada  | Best Ink                                  | —                                                      |
| 2015 | Premios XBIZ                | Nominada  | Mejor escena de sexo en película vignette | Keep It In The Family                                  |
| 2016 | Premios AVN                 | Nominada  | Mejor escena de sexo oral                 | Adriana Chechick & Karmen Karma's Through The Jeans BJ |
| 2016 | Premios AVN                 | Nominada  | Mejor actuación solo / tease              | My Gigantic Toys 20                                    |
| 2016 | Premios AVN                 | Nominada  | Premio fan: Estrella mediática            | Estrella porno femenina favorita                       |
| 2016 | Premios AVN                 | Nominada  | Premio fan: Estrella mediática            | —                                                      |
| 2016 | Spank Bank Awards           | Nominada  | Asshole (The Sexy Kind) of the Year       | —                                                      |
| 2016 | Spank Bank Awards           | Nominada  | ATM Machine                               | —                                                      |
| 2016 | Spank Bank Awards           | Nominada  | Bad Ass Brunette of the Year              | —                                                      |
| 2016 | Spank Bank Awards           | Nominada  | DP Diva of the Year                       | —                                                      |
| 2016 | Spank Bank Awards           | Ganadora  | Most Underrated Slut                      | —                                                      |
| 2016 | Spank Bank Awards           | Nominada  | Sexiest Painted Lady                      | —                                                      |
| 2016 | Spank Bank Awards           | Nominada  | The Dirtiest Player in the Game           | —                                                      |
| 2016 | Spank Bank Awards           | Nominada  | Two Hot Dogs in a Hallway                 | —                                                      |
| 2016 | Spank Bank Awards Technical | Ganadora  | The Cause and Effect of Sluttery          | —                                                      |
| 2016 | Premios XBIZ                | Nominada  | Mejor escena de sexo en película lésbica  | Karma's A Bitch                                        |
| 2017 | Premios AVN                 | Nominada  | Mejor escena de sexo en grupo             | Sins Life                                              |
| 2017 | Spank Bank Awards           | Nominada  | DP Dynamo of the Year                     | —                                                      |
| 2017 | Spank Bank Awards           | Nominada  | Tattooed Temptress of the Year            | —                                                      |
| 2017 | Spank Bank Awards           | Nominada  | Two Hot Dogs in a Hallway                 | —                                                      |
| 2019 | Premios AVN                 | Nominada  | Premio fan: Estrella mediática            | —                                                      |
| 2020 | Premios AVN                 | Nominada  | Aparición mainstream del año              | —                                                      |
| 2020 | Premios AVN                 | Nominada  | Mejor escena de sexo en grupo             | Greedy Bitches                                         |
| 2020 | Premios AVN                 | Nominada  | Mejor escena de sexo en grupo             | Twerk Class in Session                                 |